# Коймино
Ко́ймино (бел. Койміна) — деревня в составе Бортниковского сельсовета Бобруйского района Могилёвской области Республики Беларусь.

## Население
- 1999 год — 52 человека
- 2010 год — 41 человек